# Lamprosema insulicola
Lamprosema insulicola is een vlinder uit de familie grasmotten (Crambidae). De wetenschappelijke naam van deze soort is voor het eerst gepubliceerd in 1922 door Thomas Bainbrigge Fletcher.
De soort komt voor op de eilanden Mahé en Praslin van de Seychellen.